# Justícia política
Justícia política o Disquisició sobre la justícia política i la seva influència en la virtut i la felicitat (en anglès: Enquiry Concerning Political Justice and its Influence on Morals and Happiness) és un tractat de 1793 que resumeix els continguts de la filosofia il·lustrada i propera a l'anarquisme de William Godwin, pensador britànic del segle xviii casat amb Mary Wollstonecraft i pare de Mary Shelley.

## Context
Godwin va començar a plantejar-se la redacció de la Justícia política el 1792, tot just després de la publicació de l'obra Els drets de l'home de Thomas Paine com a resposta a Reflexions sobre la Revolució Francesa d'Edmund Burke (1790). Tanmateix, a diferència de la majoria d'obres que sorgiren com a resposta a Burke, el llibre de Godwin no parlava d'esdeveniments polítics concrets de l'època, sinó que tractava els seus principis filosòfics subjacents. La seva extensió i el seu preu (més d'1 lliura de l'època) el feren una obra inaccessible al públic popular -al contrari, per exemple, de l'obra de Paine-, i això protegí Godwin de la persecució que altres escriptors hagueren de patir. Si més no, Godwin esdevingué una figura respectada entre els radicals, que el tingueren com un dels líders intel·lectuals dels seus grups. Això va tenir lloc en forma de múltiples còpies no autoritzades de la seva obra, els extractes que es reproduïen en la premsa radical i les classes que John Thelwall va donar basades en les seves idees.

## Influència en el romanticisme
La Justícia política també fou influent en la primera generació de poetes romàntics, com William Wordsworth i Samuel Taylor Coleridge, tot i que més endavant girarien l'esquena a la ideologia radical que havien seguit al començament de les seves carreres. Com l'historiador del romanticisme Andrew McCann explica, "és en el radicalisme de l'obra de Percy Shelley on es pot apreciar la major influència de Godwin en el moviment romàntic, i... l'obra de Shelley es troba al centre del resorgiment de les idees radicals després de les guerres napoleòniques."

## L'anarquisme de Godwin
Tot i haver estat publicat durant la Revolució Francesa, les guerres revolucionàries franceses i el procés que dugué als judicis per traïció de 1794 a Gran Bretanya, la Justícia política proposa la idea que la humanitat ha de progressar inevitablement: els humans es poden perfeccionar i il·lustrar. McCann entén l'obra de Godwin "en primer lloc, com una crítica a les institucions polítiques. La seva visió sobre la millora de les persones és anarquista en tant que veu el govern i altres pràctiques socials com el monopoli de la propietat, el matrimoni o la monarquia com a elements que impedeixen el progrés de la humanitat." Godwin creia que el govern "s'immisceix en les nostres disposicions, i insensatament comunica el seu propi esperit als nostres intercanvis privats". En lloc d'una societat basada en l'existència d'un estat i un govern, Godwin proposa un model social en els quals els éssers humans se serveixen de la seva raó per a decidir quin és el millor curs dels fets. L'existència mateixa dels governs, fins i tot d'aquells fundats amb consens, demostra que el poble encara no pot regular la seva conducta pels dictats de la raó.
Godwin teoritza que l'enllaç entre política i moral s'ha perdut i pretén recuperar-lo. Segons McCann, Goodwin creu que "mentre l'opinió popular canvia d'acord amb el dictat de la raó, també ho faran les institucions polítiques fins que finalment es marceixin del tot, permetent que el poble s'organitzi a si mateix en el que seria una democràcia directa." Godwin creia en un requeriment de racionalitat en el poble: "L'opinió és el motor més potent que es pot fer servir en l'esfera pública de la societat. Falses opinions, la superstició i el prejudici han estat fins aquest moment els suports d'usurpadors i dèspotes. La investigació sobre la ment humana i sobre com millorar-la estan derruint els fonaments que fins ara han mantingut la humanitat en servitud."
Godwin no era, però, revolucionari de la mateixa manera que ho eren John Thelwall i la London Corresponding Society. Com a anarquista filosòfic, creia que el canvi arribaria gradualment i que no es requeria una revolució violenta. En el seu llibre, escriu que "la tasca que de moment hauria d'ocupar el primer lloc en el pensament d'un amic de la humanitat és investigar, comunicar, discutir." Godwin, doncs, creia que els individus havien de desitjar el progrés cap a la raó sincerament i sensatament els uns amb els altres. A la segona meitat del segle xx, el pensament de Jürgen Habermas ha desenvolupat aquestes idees.

## Crítica a Godwin
L'obra de Godwin no és perfecta i certes paradoxes i contradiccions apareixen en la seva lectura. Com McCann comenta, "la fe [de Godwin] en la capacitat de l'opinió popular per a progressar cap a la Il·lustració basant-se en el simple exercici de la raó és contínuament posada en joc per formes reals d'acció popular i de vida política, que Godwin creia que sotmetien perillosament l'individu en la col·lectivitat." Per exemple, Godwin no està d'acord amb els discursos públics per la seva filiació en el sentiment, i critica la premsa escrita perquè, al mateix temps que té la capacitat d'il·lustrar, pot perpetuar el dogmatisme.